# Disipare
În termodinamică disiparea este rezultatul unui proces ireversibil care afectează un sistem termodinamic. Într-un proces disipativ, energia (internă, cinetică sau potențială) se transformă din forma inițială într-o formă finală, unde capacitatea formei finale de a produce lucru mecanic este mai mică decât cea a formei inițiale. De exemplu transmiterea energiei sub formă de căldură este disipativă deoarece este un transfer de energie altfel decât prin lucru mecanic sau prin materie și împrăștie energie concentrată anterior. Urmând principiul al doilea al termodinamicii în transmiterea căldurii prin conducție și radiație de la un corp la altul, entropia variază în funcție de temperatură (reduce capacitatea combinației celor două corpuri de a produce lucru mecanic), dar într-un sistem izolat nu scade niciodată.
Procesele care au loc la o temperatură locală definită produc entropie cu o anumită viteză. Viteza de producție a entropiei înmulțită cu temperatura locală dă puterea disipată. Exemple importante de procese ireversibile sunt: fluxul termic printr-o rezistență termică, curgerea unui fluid printr-o rezistență hidrodinamică, difuziunea (amestecarea), reacțiile chimice și trecerea curentului electric printr-o rezistență electrică (efectul Joule).

## Istoric
Conceptul de disipare a fost introdus în termodinamică de către William Thomson, în 1852. Thomson a dedus că dacă un proces nu este guvernat de un „motor termodinamic perfect”, vor apărea diverse procese disipative ireversibile. Astfel de procese identificate de Thomson au fost frecarea, difuziunea, transmiterea căldurii și absorbția luminii.

## Descriere
În ingineria mecanică disiparea este conversia ireversibilă a energiei mecanice în energie termică cu o creștere asociată a entropiei.
Procesele termodinamice disipative sunt în esență ireversibile deoarece produc entropie. Planck a considerat frecarea drept exemplul principal al unui proces termodinamic ireversibil. Într-un proces în care temperatura este definită local continuu, produsul dintre densitatea locală a vitezei de producție a entropiei și temperatura locală dă densitatea locală a puterii disipate.
O anumită apariție a unui proces disipativ nu poate fi descrisă de un singur formalism individual hamiltonian. Un proces disipativ necesită o colecție de descrieri hamiltoniene individuale admisibile, cea care tocmai descrie apariția la un anumit moment a procesului efectiv fiind necunoscută. Aceasta include frecarea, șocurile și toate forțele similare care au ca rezultat incoerența energiei, adică conversia fluxului de energie coerentă sau direcționarea fluxului de energie într-o distribuție indirectă sau mai izotropă.

## Exemple de procese ireversibile
Exemple de procese ireversibile, cu disipări ale energiei, sunt:
- fluxul termic printr-o rezistență termică,
- curgerea unui fluid printr-o rezistență hidrodinamică,
- difuziunea (amestecarea),
- reacțiile chimice[6][7]
- trecerea curentului electric printr-o rezistență electrică (efectul Joule).